# 勤労者財産形成促進法
勤労者財産形成促進法（きんろうしゃざいさんけいせいそくしんほう、昭和46年6月1日法律第92号）は、勤労者の計画的な財産形成を促進することにより、勤労者の生活の安定を図り、もって国民経済の健全な発展に寄与することに関する法律である。
1971年（昭和46年）6月1日に公布された。

## 構成
- 第一章　総則（第1条―第5条）
- 第二章　勤労者の貯蓄に関する措置
  - 第一節　勤労者財産形成貯蓄契約等（第6条―第7条の3）
  - 第二節　勤労者財産形成基金
    - 第一款　通則（第7条の4―第7条の6）
    - 第二款　設立（第7条の7―第7条の10）
    - 第三款　管理（第7条の11―第7条の16）
    - 第四款　加入及び脱退（第7条の17・第7条の18）
    - 第五款　業務（第7条の19―第7条の23）
    - 第六款　合併等（第7条の24・第7条の25）
    - 第七款　解散及び清算（第7条の26―第7条の28）
    - 第八款　雑則（第7条の29―第七条の31）

  - 第三節　財産形成についての国の助成等（第8条・第8条の2）
- 第三章　勤労者の持家建設の推進等に関する措置（第9条―第13条）
- 第四章　雑則（第14条―第19条）
- 第五章　罰則（第20条―第22条）
- 附則